# 柴田年人
柴田 年人（しばた としんど、生没年不詳）とは、明治時代の女性浮世絵師。

## 来歴
月岡芳年または水野年方の門人。本姓は丹羽、名はのぶ（一説にのぶ子）。名古屋の丹羽礼山の妹で、柴田芳洲に嫁ぎ柴田年人と称し美人画をよくした。『愛知画家名鑑』によれば浮世絵を好み、東京に出て水野年方に師事し、明治43年（1910年）ごろ東京で没したという。明治19年（1886年）頃、芳年から門人たちに宛てた書状（芳年門人一覧）には「神田佐久間町弐拾壱番地　柴田年人殿」とある。

## 作品
- 「踊り図」 紙本着色  ※「六十八才 年人女史」の落款あり
- 「読書(仮)」 紙本着色